# 埼玉県道172号大野東松山線

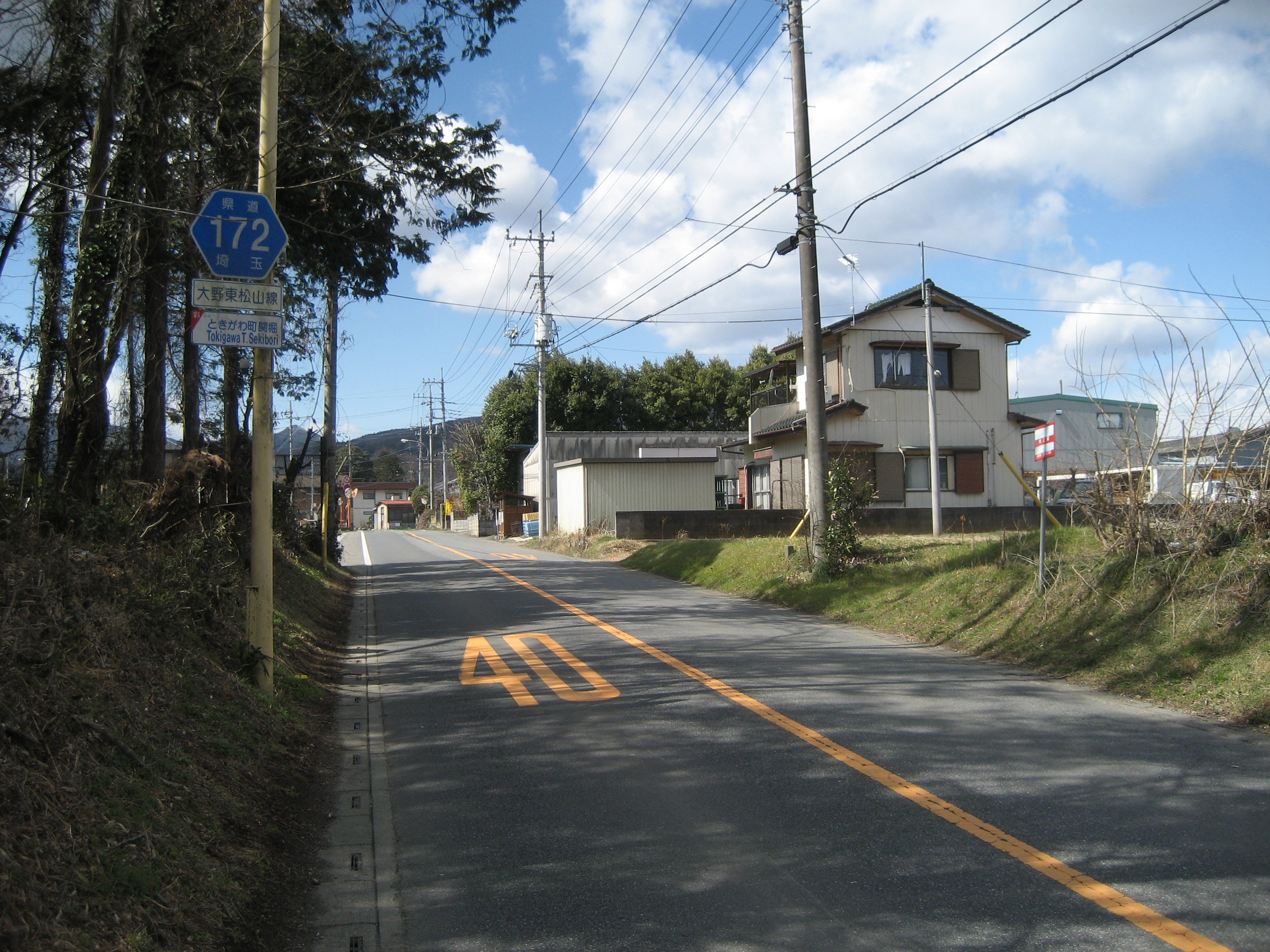
ときがわ町内

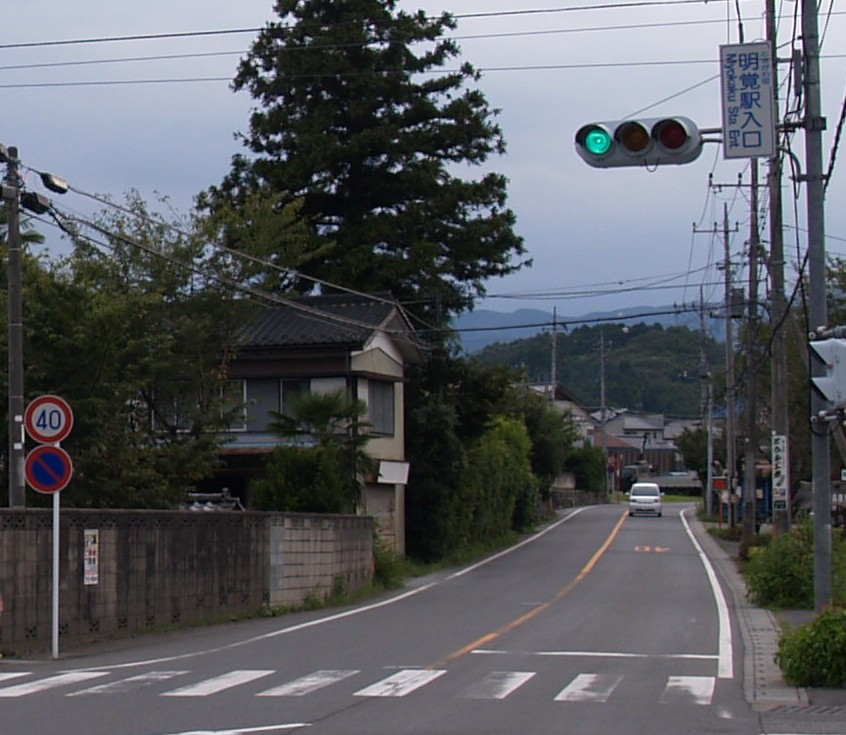
明覚駅付近にて

埼玉県道172号大野東松山線（さいたまけんどう172ごう おおのひがしまつやません）は、埼玉県比企郡ときがわ町大字大野の白石峠から東松山市大字上唐子に至る県道である。

## 起点・終点
- 陸上距離：20.479km
- 起点：埼玉県比企郡ときがわ町大字大野 （白石峠）
- 終点：埼玉県東松山市大字上唐子 国道254号（旧道）交点（上唐子交差点）

## 通過する自治体
- 埼玉県
  - 比企郡ときがわ町
  - 東松山市

## 交差する主な道路
- 埼玉県道273号西平小川線「西平交差点」（ときがわ町）
- 埼玉県道30号飯能寄居線「田中交差点」（ときがわ町）
- 埼玉県道171号ときがわ坂戸線「ひと市交差点」 - 「玉川工業高校入口交差点」重複（ときがわ町）
- 埼玉県道171号ときがわ坂戸線バイパス「玉川工業高校入口交差点」（ときがわ町）
- 国道254号「上唐子交差点」（東松山市）

## 沿線の主な施設
- 小川警察署西平駐在所
- 都幾川郵便局
- 建具会館
- ときがわ町立都幾川中学校
- ときがわ町役場第二庁舎
- ときがわ町立明覚小学校
- JR八高線 明覚駅
- ときがわ町役場
- 玉川郵便局
- 埼玉県立玉川工業高等学校
- 小川警察署鎌形駐在所
- 嵐山カントリー倶楽部
- 嵐山町総合運動公園
- 嵐山海洋センター